# Millionær-tyven
Millionær-tyven er en amerikansk stumfilm fra 1921 af Tom Forman.

## Medvirkende
- Thomas Meighan som Leonard Fayne
- Gladys George som Isabel Grace
- Grace Goodall som Katherine Dare
- Arthur Edmund Carewe som Heminway
- Lila Lee som Ella Klotz
- Laura Anson som Minnie Baldwin
- Viora Daniel som Laura